# Pirró d'Elis

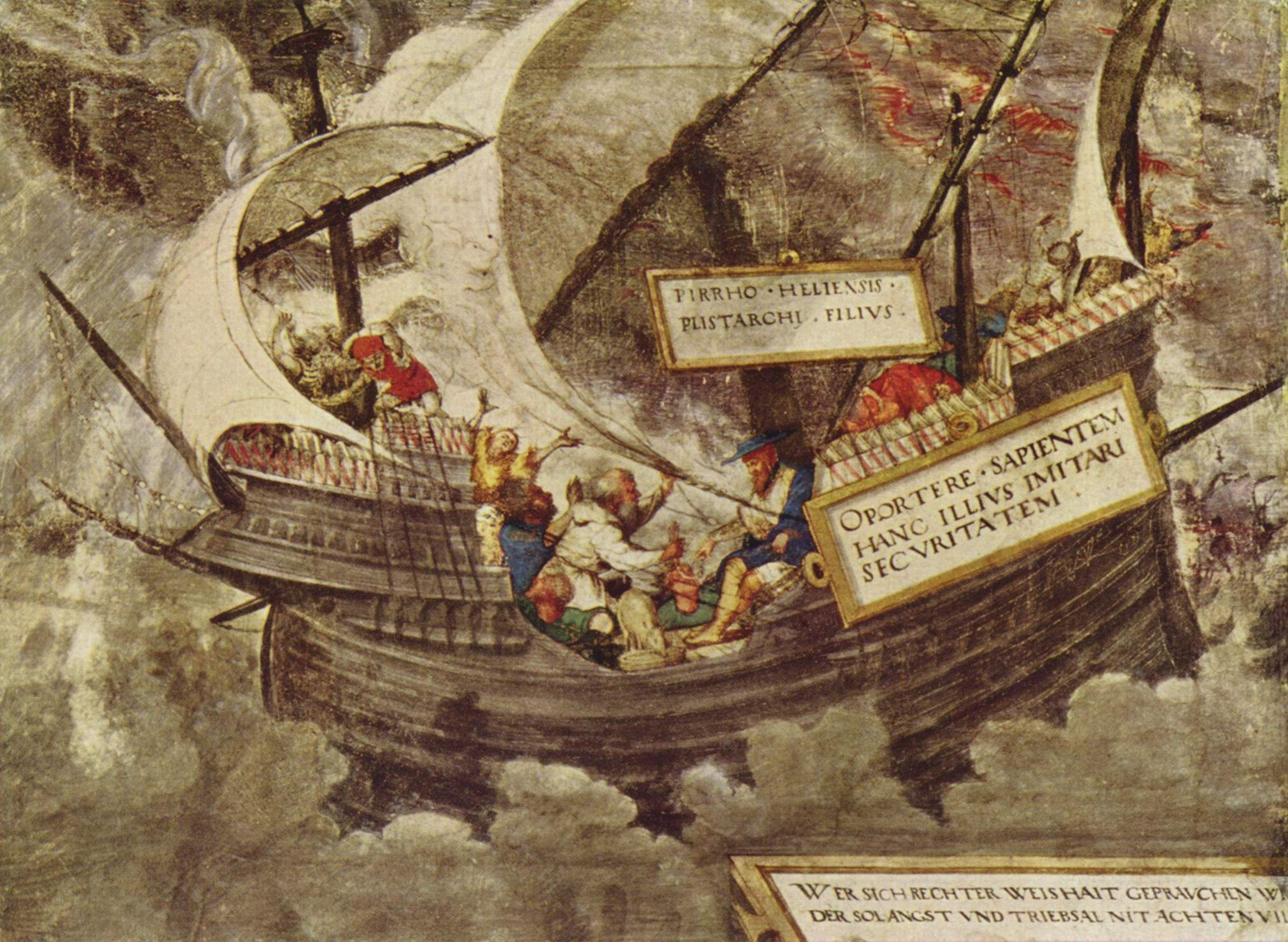
Πύρρων

Pirró d'Elis (en llatí: Pyrrion i en grec: Πύρρων ο Ηλείος) (360 aC - 270 aC) fou un filòsof grec, creador de l'escepticisme com a corrent filosòfic (corrent ja suggerit parcialment per alguns sofistes i megàrics), natural d'Elis, ciutat provincial al nord-oest del Peloponès, a Grècia; fill de Pleistarc i d'una família pobre, fou el primer filòsof escèptic que va fer del dubte el problema central de tota la seva filosofia (tot i que alguns sofistes abans que ell ja practicaven un dubte radical en la seva filosofia). També hi ha qui anomena l'escepticisme original pirronisme, pel nom del seu creador.
De jove, fou pintor i el seu biògraf Antígon de Carist esmenta algunes pintures seves de cert mèrit. Els llibres de Demòcrit el van atreure a la filosofia. Va participar en l'expedició d'Alexandre a l'Índia i va entrar en contacte amb les filosofies orientals.
Es coneix la seva existència pels seus deixebles, entre ells Timó. Tot i així, el document més important de l'escepticisme pirronià és l'Esbós de l'escepticisme pirronià, de Sext Empíric, ja que Pirró no va deixar cap document escrit. Com Sòcrates, devia considerar la seva filosofia més aviat una pràctica que una teoria.
Segons Sext Empíric, l'escèptic es diferencia del dogmàtic (que creu d'haver trobat la veritat: Aristòtil, estoics i epicureisme) i del dogmàtic negatiu (que creu que no és possible de trobar la veritat: Acadèmia Nova) per ser el buscador de la veritat. En el procés de buscar-la, s'adona que es pot contrarestar qualsevol opinió amb una opinió d'igual força argumentària: dins de l'aigua el rem sembla doblegat, mentre que fora sembla totalment recte - com podem saber com és en realitat? La resposta de l'escèptic és que sembla que no es pot saber i, llavors, s'absté de qualsevol judici (epoché). Com no li molestarà més aquesta qüestió, l'ànima es mantindrà tranquil·la: es troba en l'estat de l'ataràxia).
Tanmateix, el pirroní no formula la tesi que qualsevol saber és impossible (a diferència de l'escepticisme modern). Ho viu en el procés de contrarestar opinions diferents. Així doncs, es pot descriure el pirronisme com a mètode, però no com a teoria.
No consta cap escrit seu filosòfic, però sí un poema dirigit a Alexandre el Gran. De la seva mort, només se sap que es va produir quan tenia uns 90 anys. Entre els seus deixebles, cal esmentar Timó, Euríloc, Filó i Hecateu d'Abdera, entre d'altres.